# Ґосекку
Ґосекку яп. 五節句або секку яп. 節句 — п'ять державних свят епохи Едо дзіндзіцу, хіннамацурі, тангоносеку, танабата, тьойосецу,  їх основу становлять придворні свята епохи Хейян. Святкування Нового року, що з'явилися під китайським впливом, в перший день першого місячного місяця, поетичне свято на воді в 3 день 3 місячного місяця, свято моління  про майстерність у 7 день 7 місяця, свято двох дев'яток або свято хризантем у 9 день 9 місячного місяця. Потім ці свята поширилися серед міщан і воїнів; дати, назва і сам зміст деяких з них змінилися, наприклад дзіндзіцу стало відзначатися в сьомий день першого місячного місяця, свято третього дня третього місячного місяця стало святом дівчаток хінамацурі.

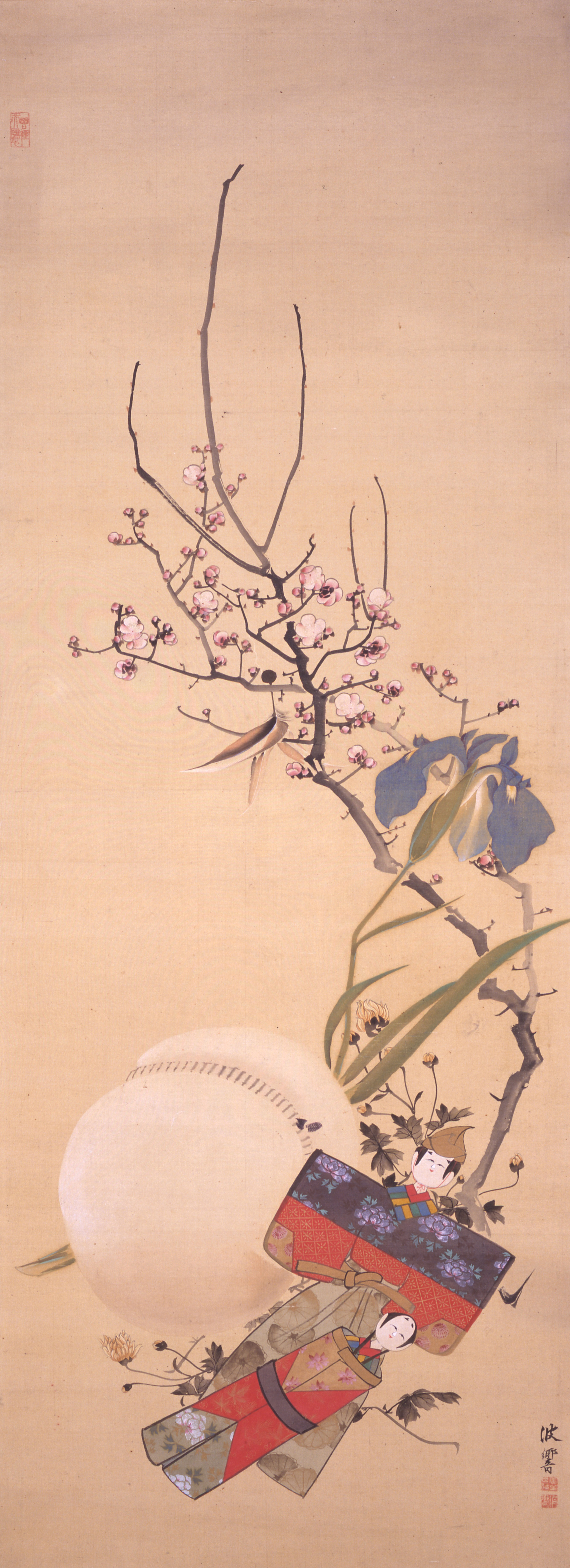
Ґосекку
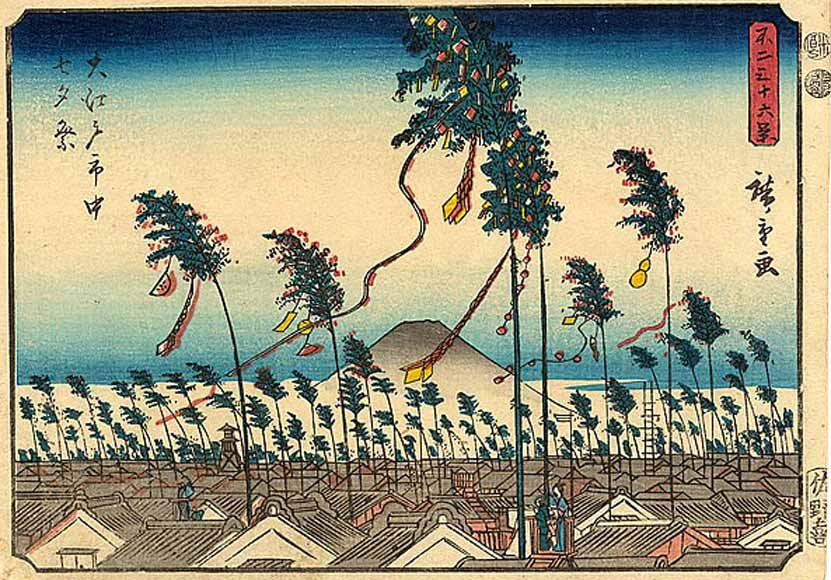
Танабата, 1852 p.

Дзіндзіцу «день людини», Фестиваль семи трав.  Сьомий день новорічного тижня одне із свят «ґосекку». Згідно з давнім китайським повір'ям, кожному дню тижня відповідає певна тварина: курка, собака, вівця, кабан, корова, кінь, людині відповідає сьомий день, ще одна назва «день каші з семи трав» «нанакуса каю», оскільки головною обрядовістю було вживання в їжу такої каші. Її їли в давнину першого місяця і готували з дикорослих трав. Деякі з них стали замінювати коренеплодами.
Число сім залишилося незмінним: це петрушка, грицики, мокричник, глуха кропива, ріпа, редька, сушениця. Всі вони позитивно впливають на здоров'я. Звичай їсти кашу з семи трав прийшов з Китаю. Він широко поширився в період Хейян. В період Токугава свято стало неробочим днем. Згадується в Енгесікі і зберігається до цього дня в різних регіонах.

Танабата яп. 七夕 — сьомий вечір або свято зірок, день зустрічі закоханих, зірок Альтаїр із сузір'я Орла (Пастух та Веги) із сузір'я Ліри (Ткаля). Згідно з давньою китайською легендою їх розділяє Чумацький Шлях і зустрічаються вони раз на рік. Проводилося за місячним календарем у сьомий день 7-го місячного місяця. У період Хейан у  був неробочим днем, а зараз відзначається в першу декаду липня або серпня, залежно від регіону. В Японії була своя Легенда про божество Танабату цуме, покровительки ткаль, а також різноманітних мистецтв. 
В період Хейан у палаці влаштовували бенкети, поетичні турніри, здійснювали підношення, що складаються з різних фруктів, сушеної риби,  в які були встромлені по сім голок з п'ятьма кольоровими нитками: зеленою, жовтою, червоною, білою, пурпурною або чорною. Біля входу в будинок влаштовували бамбукові гілки з прикріпленими до них кольоровими бумажними стрічками і побажаннями написаними на них, «танзаку»,  вважалося, що це допоможе стати гарним каліграфом або поетом.

Свято хризантем — одне  із «ґосекку» відзначався 9 числа 9-го місяця. Перший ієрогліф у цьому слові означає «накладати одне на інше», що символічно передають дві дев'ятки, другий — життя, світло, активний початок. У Китаї, звідки прийшло свято, число три вважалося ідеальним, а дев'ятка в якій воно повторюється тричі — священною. Дві дев'ятки поспіль символізували довголіття. Дев'ятий місяць місячного календаря називали «місяцем хризантем», оскільки форма цієї квітки, яка в цей час цвіла, нагадувала за формою сонце. Стародавня китайська назва хризантеми, означала — «духовна енергія сонця».